# Легка поведінка (фільм, 2008)
«Легка поведінка» (англ. Easy Virtue, 2008) — британська романтична комедія Стефана Елліотта, світова прем'єра якої відбулася на Міжнародному кінофестивалі в Торонто 8 вересня 2008 року.
Рімейк однойменного фільму Альфреда Гічкока 1928 року.

## Сюжет
Розлучена американка Ларіта Гантінгтон знайомиться у Франції з молодим і багатим англійцем Джоном Віттекером. Між ними спалахує бурхливий, стрімкий роман, закохані одружуються, і ось Ларіта вже їде на батьківщину свого нового чоловіка, щоб познайомитися з батьками Джона. Приїхавши до Англії, молодята стикаються з категоричним несхваленням їхнього шлюбу сім'єю Віттекерів…

## Ролі
- Джессіка Біл — Ларіта Віттекер, гламурна американська вдова і гонщиця
- Бен Барнс — Джон Віттекер
- Колін Ферт — майор Джим Віттекер
- Крістін Скотт Томас — Місіс Вероніка Віттекер
- Кімберлі Ніксон — Гільда Віттекер
- Кетрін Пркінсон — Маріон Віттекер
- Кріс Маршалл — дворецький Фербер
- Крістіан Брессінгтон — Філіп Херст
- Шарлотта Райлі — Сара Герст
- Джим МакМанус — Джексон
- Піп Торренс — Лорд Герст
- Джорджія Глен — Місіс Ленгрідон